# Mohammad Shtayyeh
Mohammad Shtayyeh o Mohamed Shtayé (en árabe: محمد اشتية‎) (Tell, 17 de enero de 1958) es un economista, académico y político palestino que actuó desde el 13 de abril de 2019 hasta el 26 de febrero de 2024 como Primer Ministro en el 18.º gobierno de la Autoridad Nacional Palestina. Desde 2009 es Ministro del Consejo Económico Palestino. En 2009 y en 2016 fue miembro del Comité Central del partido Fatah. Desde 1991 en las negociaciones de paz de Madrid forma parte del equipo palestino negociador. Es considerado uno de los más estrechos colaboradores del presidente palestino Mahmud Abbas.

## Trayectoria
Nació en Nablús en 1958 y tenía nueve años cuando Israel ocupó el territorio durante la Guerra de los Seis Días.
Estudió Administración de Empresas y Economía en la Universidad Birzeit (1976-1981) y completó sus estudios en la Universidad de Sussex doctorándose en el Instituto de Desarrollo Económico (1990) y regresando a los territorios palestinos a finales de 1980. Desde entonces guarda una estrecha relación con Mahmud Abbas.
Fue profesor de economía y desarrollo en la Universidad Birzeit (1989-1991) de la que fue decano.
En 1996 fue director gerente del Consejo Económico Palestino para el Desarrollo y la Reconstrucción (PECDAR, una institución encargada por la Autoridad Palestina para supervisar proyectos financiados por donantes) y fue miembro fundador del Fondo de Desarrollo Palestino y el Instituto Nacional para la Administración.
En 2005 formó parte del gobierno palestino siendo nombrado ministro de Obras Públicas (2005-2006) reelegido en el gobierno interno de 2007 y nuevamente en 2008 hasta 2010 y a petición del Presidente, encabezó temporalmente los ministerios de Asuntos Sociales y Trabajo. Es fundador del Instituto Palestino de Estudios sobre Estudios Regionales y del Fondo de Mujeres para el Microcrédito. Dimitió como ministro en abril de 2010 alegando su intención de dedicar sus energías al movimiento Fatah después de que en la Sexta Conferencia de Fatah se aprobara un reglamento de incompatibilidad para ejercer un cargo público para los miembros del Comité Central.
Ha sido ministro en dos ocasiones en gobiernos palestinos anteriores, y ha desempeñado importantes funciones en iniciativas de desarrollo económico, incluido el Consejo Económico Palestino para el Desarrollo y la Reconstrucción un organismo que canaliza las ayudas internacionales para impulsar proyectos de desarrollo en las zonas palestinas.

### Negociador en el proceso de paz
Shtayyeh forma parte del grupo negociador con Israel a partir de las conversaciones de Madrid de 1991, en las que dirigió al equipo que estableció los parámetros para las negociaciones con sus homólogos israelíes. Ha sido miembro de la delegación palestina durante las conversaciones de Washington, las conversaciones sobre los acuerdos interinos y todas las negociaciones sobre el estado final, incluidas las conversaciones más recientes iniciadas en 2013-2014 por el secretario de Estado de EE. UU. John Kerry. También ha participado en el Comité de Enlace Ad Hoc para coordinar el apoyo de los donantes a Palestina y es el jefe de la delegación para las conversaciones multilaterales con el Grupo de Trabajo de Desarrollo Económico Regional que se ocupa de resolver problemas de comercio regional, finanzas e infraestructura. Como Secretario General de la Comisión Electoral Central de Palestina, cerró un acuerdo con Israel sobre cooperación en las elecciones presidenciales y legislativas palestinas y negoció, con otros, el acuerdo del texto sobre las elecciones con Israel. Shtayyeh continúa actuando como asesor principal del presidente Mahmoud Abás en las negociaciones con Israel.

### Primer Ministro
El 13 de abril de 2019 fue nombrado Primer Ministro en el Gobierno de la Autoridad Nacional Palestina en sustitución de Rami Hamdalá, quien anunció su dimisión en enero tras cinco años al frente de un gobierno de unidad y de los esfuerzos para lograr un acuerdo con Hamás que no se ha logrado.
Shtayé fue elegido miembro del Comité Central del partido Fatah en agosto de 2009 y de nuevo en 2016.
El 26 de febrero de 2024 presentó su renuncia como primer ministro.

## Posiciones
- Es partidario de la solución de dos estados.[1]